# ヴァルカンエンジン

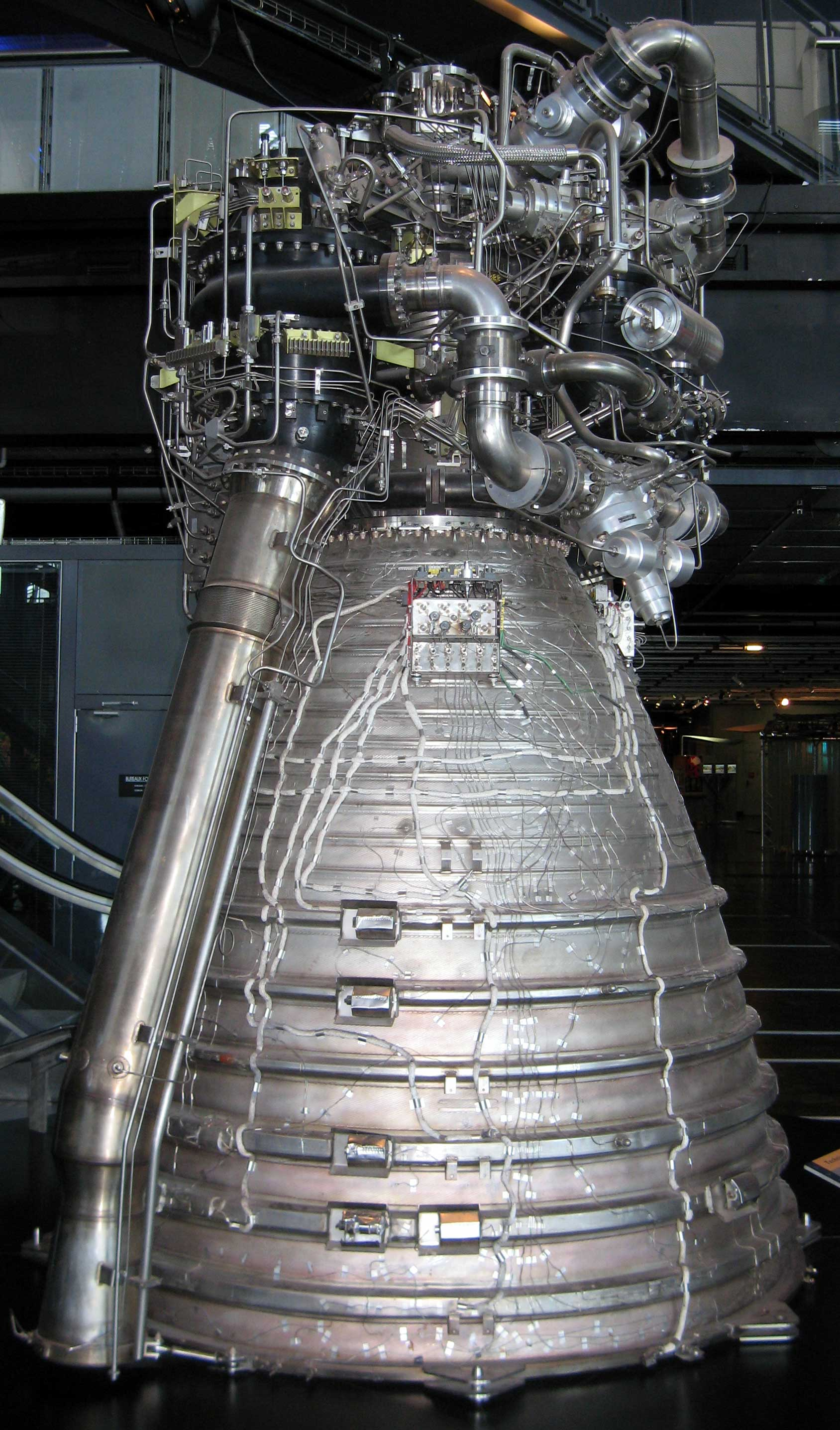
博物館で展示されているヴァルカンエンジン

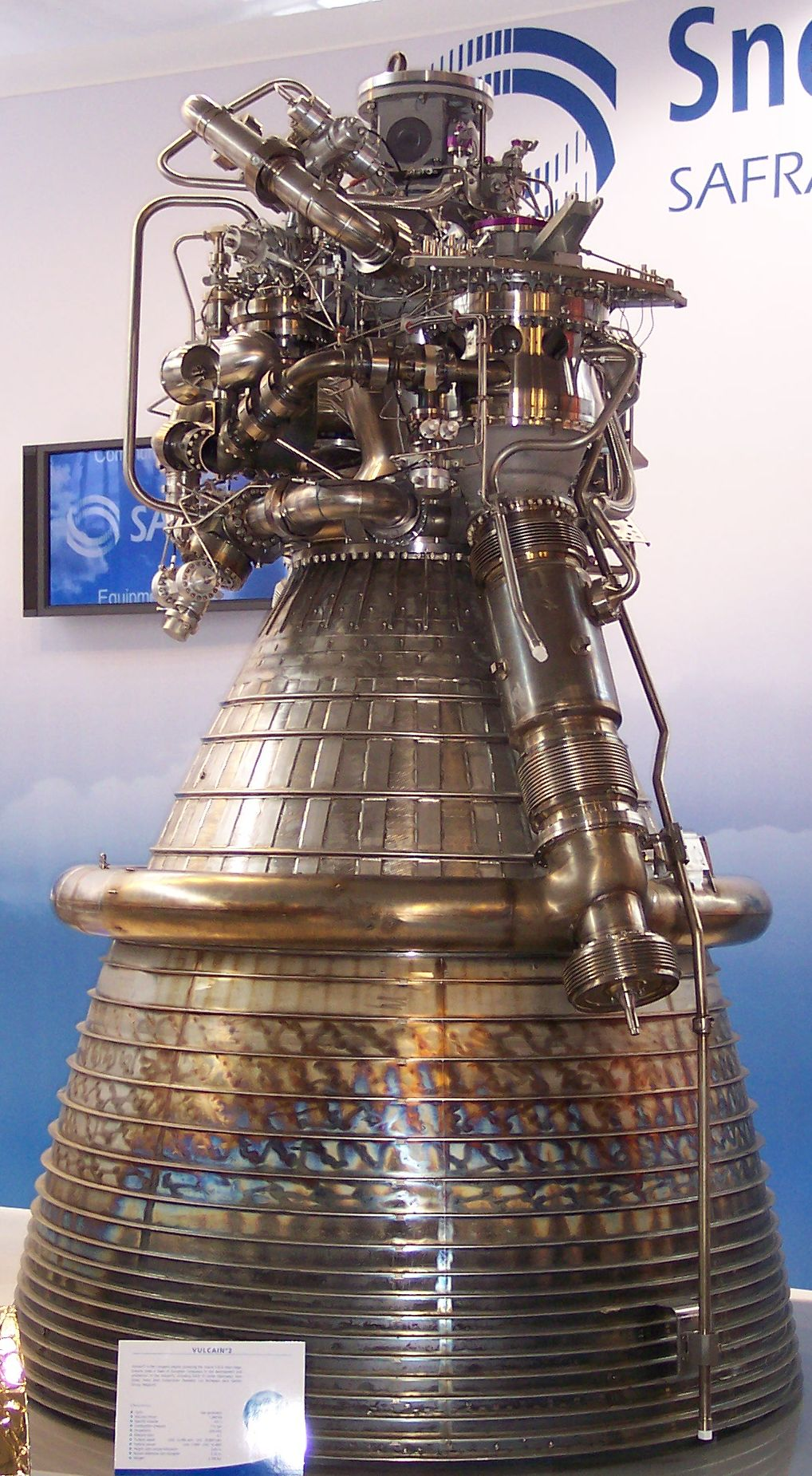
ヴァルカン2エンジン

ヴァルカンエンジン（Vulcain）は、欧州宇宙機関（ESA）のアリアン5ロケットのエンジンである。
技術的な理由により地上で始動し、離陸時の推力のおよそ10%を生みだし、離陸時の90%の推力を生みだす両側の固体燃料ブースター（EAP または P230）の切り離し後の飛行の第2段階で主に使用される。
複数の派生型がある:
- ヴァルカン: アリアン5、アリアン5Gと5G +
- ヴァルカン2: アリアン5 ECA、アリアン5 ECAは推力増強型である。
- ヴァルカン2.1: アリアン6[3]

頭文字の"V"は開発施設のあるヴェルノン（Vernon）に由来する。

## 概要
ヴァルカンエンジンは液体水素と液体酸素を推進剤として供給されるガスジェネレーターサイクルのロケットエンジンである。燃焼室はチューブウォール（壁面が管で構成されている）構造で内部に冷却材として液体水素が循環する再生冷却である。比推力は433秒である。
ヴァルカン2ではノズルが伸展式になっており、膨張比を45：1から53.8：1まで変えることが可能である。その構造上、伸展式の下部は従来用いられてきた液体水素を循環させてノズルを冷却する再生冷却を採用することが難しいため、ターボポンプを駆動した後の排気ガスを再噴射する事で炎が直接当たる事を避けるフィルム冷却を部分的に採用している。その為、比推力が初代に比べやや落ち、431秒である。ただし、燃焼圧力の増加と進展式ノズルの採用により膨張比を高める事によって相殺している。
アリアン5ロケットの第一段EPC （Étage Principal Cryotechnique,主低温段）の総離床推力の8%を供給する（残りは2本の固体燃料ロケットブースターから供給）。両方のエンジンの燃焼時間は600秒である。全高3 m、直径1.76 mで重量は1686 kgで最新型の推力は137 tである。酸素ターボポンプは3 MWで13600 rpmで回転して水素ターボポンプは12 MWで34000 rpmで回転する。総流量は235 kg/sで水素はそのうち41.2 kg/sである。

### 担当箇所
- スネクマ（フランス）‐ ターボポンプ、ガス発生器、供給弁
- EADS アストリアム（ドイツ）- 燃焼室（ボルボ・エアロ（スウェーデン）と共同）、ジンバルと耐熱部（MANテクノロジー（ドイツ）と共同）
- アヴィオ（イタリア）- 液体酸素ターボポンプの開発
- テックスペース・エアロ（ベルギー）- 噴射装置の弁、パージ弁と高温ガス弁
- マイクロテクニカ（イタリア）- 電磁弁と逆止弁
- SPE（オランダ）- 点火と始動装置
- AVICA（イギリス）- 噴射系（Devtec（アイルランド）が支援する）

## 技術

### 特徴
エンジンは、ノズルの直径1.76mで重量は1,685kg、全高3mである。通常の飛行では10分間作動する。打ち上げ時、点火後7秒間での障害発生時には停止されて打ち上げが延期されるが、全てのシステムが正常であれば固体燃料ロケット（EAP）に点火してアリアン5は離陸する。最大寿命は6000秒（試験運転を含む）、始動回数は20回である。
推力は装架される3角形の金属製構造体を介して伝達される。上部は2基の固体燃料ロケット（EAP）の排気からの熱放射から防護するように覆われている。

### 運転
ガス発生器サイクルにより、主燃焼器へ送られる推進剤の3%がガス発生器へ送られ、ターボポンプの駆動に使用される。
高圧噴射器へは2基の独立したターボポンプで行われる。：
- 水素ターボポンプ：33,000rpmで、15 MWまたは21,000馬力（2輌分のTGV列車の出力）を生みだす。これは広範囲に渡る高張力材料の研究や軸受け、回転部分の重量バランス制御の研究による成果である。
- 酸素ターボポンプ:13,000rpmで出力は3.7 MWである。酸素雰囲気中で焼損しない材料を使用する事を最優先して設計された。

これらのポンプにより毎秒200リットルの酸素と600リットルの水素がヴァルカンエンジンに供給される。噴射弁は電磁弁によって供給されるヘリウムガスで作動する気圧シリンダーによって作動する。混合比は酸素ターボポンプの噴射弁を開閉する事で変えられる。
液体酸素（LOX）と液体水素（LH2）は燃焼室前部の516個の同軸で構成される噴射器から燃焼室へと入る。燃焼室は、壁面に機械加工により設けた360本の溝（チャンネルウォール）の内部を循環する液体水素（-250℃）により冷却される。燃焼室内で生み出された燃焼ガス（250 kg /秒 温度は3,300℃ 圧力は110 bars）により推力1140 kN （114 トン）が得られる。
ノズルは確実に噴出するガスの速度は最大4000m/秒まで加速する。4x4 mmで厚みが0.4 mmの456本のらせん状に巻かれて溶接された管で構成されており、液体酸素を循環して冷却する。それらは内壁をフィルム冷却で冷却する。ヘリウムガスは炭素複合材とチタン製の300リットルのタンクに390barで保存される。
地上では、エンジンの始動後7秒間かけてエンジンが正常に動作していることを確認する。その後固体燃料ロケットに点火し離床する。エンジンを始動するには燃料等を供給するターボポンプを動かす必要がある。ターボポンプの始動には、火薬を使用する。

## ヴァルカン2
ヴァルカン2は、ヴァルカンの改良型である。1,350 kNの推力を発生する。全高3.60m、直径2.15m、水素ターボポンプの出力は14MWである。この新エンジンは、旧型よりもアリアン5 ECAのペイロード容量をおよそ20%、または1.3トン増加させた。
このエンジンでは液体水素（LH2）と新しいイタリア製の13,000rpmで回転するターボポンプにより161barの圧力で供給される液体酸素（LOX）を混合燃焼する。また、ボルボ・エアロが開発したターボポンプのタービンからガスを注入することが可能な新しいノズルを有する。排気ガスの膨張比を向上させるため50cmノズルは延長された。
機械的、熱的な問題（3000℃以上）によって開発には多くの時間を要した。

### 設計上の問題
バルカン1と2の最大の違いは直径4×6mm、厚さ0.6mmの288本の円管で構成されている冷却ノズルである。溶接部の数の減少は、生産時間を13から5週間に短縮し、製造コストを低減した。しかし、アリアン5のフライト157の打ち上げ失敗の原因は、この新規性であるとされている。
認定試験中、冷却管に亀裂が生じていたが、それらは必要な品質基準を満たしているとして修復されてしまった。実際の飛行条件のみ、この型のロケットエンジンの深刻な設計上の問題を顕在化することができた。そして、アリアン5のフライト157でこれらの亀裂が再び発生し、その後のノズルの壁に穴を開けた座屈現象の出現につながった。ノズルが耐えることができる熱的および動的荷重は高かったが、シミュレーションでは、地上テスト中にそれらを検出することができなかった。
この事故の後、打ち上げの失敗の原因を究明した調査委員会は、アリアンスペース社にヴァルカン2のエンジンの製造の品質を向上させるだけでなく、これまでのヴァルカン1での経験に基づいて冷却システムを変更する事を勧告した。
また2011年3月30日のアリアン5 ECAの起動時に障害があり、安全上EAPは点火されず、打ち上げは延期された。その後、4月22日に無事に打ち上げられた。

## 歴史
フランス国防省は1957年に既に低温燃料ロケットエンジンの開発を決めていた。最初の試作機が1964年に運用開始されて以来多くの世代のエンジンが開発された。1988年にハーグで開かれたESAの閣僚会議にて、強力な運搬ロケットであるアリアン5の開発が承認され、同様に新しいエンジンであるヴァルカンエンジン（正式名称・HM60）の開発も承認された。スネクマによって構成要素が比較的短期間に開発された後、1990年4月に最初の燃焼試験が行われ、1996年6月4日に最初の打ち上げに使用されたが失敗した。1997年に打ち上げに初成功した。ヴァルカンは285回の試験で運転時間は累計85,000秒に達した。
改良型のアリアン5GSにはヴァルカン1Bと呼ばれるエンジンが使用される。燃焼室圧力が10bar上昇したことにより推力は20kN増えた。
1990年代末により強力な上段エンジンの重量が増えた事により大型のアリアン5 ECAが提案され、後継のヴァルカン2が開発された。2002年12月11日の最初の打ち上げ時にノズルが高温の負荷によりノズルを構成する管に亀裂が入ったことにより冷却材が失われ破壊に至った。更に真空環境下においてバックリングが座屈で破損した。経験を踏まえ、構造体の機構的な補強と内部を冷却材の水素が循環する管壁の耐熱性の強化と同様に冷却管の炎に直面する側の耐熱被覆を含むノズルが再設計された。その後、2005年に初の打ち上げに成功した。

### 将来の開発
複数のエンジンの改良計画があるものの、 現在の計画では改良型エンジンの開発計画は無い。もし実行されれば新しいエンジンは2004年5月10日に一括発注された 30基のアリアン 5 ECAの"PA バッチ"以降に導入が予想される。
2007年6月17日、ボルボ エアロは2008年の春に新しい"サンドイッチ"技術で製造されたヴァルカン2の燃焼試験を予定すると発表した。
2023年11月24日、ヴァルカン2.1の燃焼試験に成功した。

## 仕様諸元
| 型式                    | ヴァルカン 1 （ヴァルカン 1B）                          | ヴァルカン 2                                            |
| ----------------------- | ------------------------------------------------------- | ------------------------------------------------------- |
| 全高                    | 3 m                                                     | 3,45 m                                                  |
| 直径                    | 1,76 m                                                  | 2,10 m                                                  |
| 重量                    | 1686 kg                                                 | 2100 kg                                                 |
| 推進剤                  | 液体酸素 （LOX） と液体水素 （LH2） 重量比 5,9:1        | 液体酸素 （LOX） と液体水素 （LH2） 重量比 6,1:1        |
| ターボポンプの回転数    | 11 000 – 14 800 rpm （LOX） 28 500 – 36 000 rpm （LH2） | 11 300 – 13 700 rpm （LOX） 31 800 – 39 800 rpm （LH2） |
| ターボポンプ出力        | 2,0 – 4,8 MW （LOX） 7,4 – 15,5 MW （LH2）              | 3,7 – 6,6 MW （LOX） 9,9 – 20,4 MW （LH2）              |
| 燃焼室圧力              | 100 bar (10 MPa) （110 bar (11 MPa)）                   | 115 bar (11.5 MPa)                                      |
| 真空中推力              | 1120 kN （1140 kN）                                     | 1340 kN                                                 |
| 海面高度推力            | 815 kN                                                  | 960 kN                                                  |
| 真空中での比推力        | 431.2 s                                                 | 434.2 s                                                 |
| 膨張比                  | 45                                                      | 58.3                                                    |
| 真空中での比推力 （SI） | 4,228 m/s                                               | 4,228 m/s                                               |

## 製造会社
主な製造会社はスネクマである。同社は液体水素ターボポンプの供給も行っている。液体酸素ターボポンプはイタリアのアヴィオ社、ターボポンプを駆動するガスタービンを製造しているのはスウェーデンのボルボ・エアロ社である。

### ニュース
- EADS N.V. - EADS welcomes contract signature for 30 Ariane 5 launchers at ILA 2004 in Berlin
- Three billion Euros contract for 30 Ariane 5 launchers — EADS Astrium